# Contes pour buveurs attardés
 (octobre 2021).
Si vous disposez d'ouvrages ou d'articles de référence ou si vous connaissez des sites web de qualité traitant du thème abordé ici, merci de compléter l'article en donnant les références utiles à sa vérifiabilité et en les liant à la section « Notes et références ».
Contes pour buveurs attardés est un recueil de nouvelles fantastiques écrit par l'écrivain québécois Michel Tremblay et publié en 1966 aux Éditions du Jour.

## Présentation
Ces contes fantastiques ont été écrits entre 1958 et 1961. Michel Tremblay avait donc entre seize et dix-neuf ans. Il avoue avoir écrit ces nouvelles pour s'échapper de la vraie vie et du fait qu'il était homosexuel. Dans ces années, l'homosexualité n'était pas très bien comprise. Les années inscrites à la fin des contes seraient fausses, selon l'auteur, dans la préface de l'édition de la collection Bibliothèque québécoise. Ces dates correspondent plutôt au moment où Tremblay aurait retravaillé l'écriture des contes. Selon ce qu'il écrit dans cette préface, ses influences auraient été Jean Ray, puis Edgar Allan Poe et H. P. Lovecraft.
Contrairement aux autres œuvres de Michel Tremblay, Contes pour buveurs attardés ne s'ancre pas dans l'époque où il les a écrits ni dans le territoire qu'il habite, le Québec. À travers une histoire qui semble réelle, interviennent des éléments irréels, ce qui est le propre du conte fantastique. Ces œuvres sont cependant des nouvelles et non des contes. 
Les vingt-cinq nouvelles sont divisées en deux parties : « Histoires racontées par des buveurs » et « Histoires racontées pour des buveurs ».

## Liste des contes

### Histoires racontées par des buveurs
- 1er buveur : Le Pendu
- 2e buveur : Circé
- 3e buveur : Sidi bel Abbes ben Becar
- 4e buveur : L'Œil de l'idole
- 5e buveur : Le Vin de Gerblicht
- 6e buveur : Le Fantôme de Don Carlos

### Histoires racontées pour des buveurs
- La Dernière Sortie de Lady Barbara
- Angus ou la lune vampire
- Maouna
- La Treizième Femme du baron Klugg
- Monsieur Blink
- La Danseuse espagnole
- Amenachem
- Les Escaliers d'Erika
- Le Warugoth-Shala
- Wolfgang, à son retour
- Douce Chaleur
- Les Mouches bleues
- Jocelyn, mon fils
- Le Dé
- La Femme au parapluie
- La Dent d'Irgak
- La Chambre octogonale
- Le Diable et le Champignon